# صفر قلي خان كندي
صفر قلي خان‌ كندي هي قرية في مقاطعة أرومية، إيران. يقدر عدد سكانها بـ 94 نسمة بحسب إحصاء 2016.